# Pueblo sardo
Los sardos (sardo: Sardos o Sardus; italiano y sassarés: Sardi; catalán: Sards o Sardos; gallurés: Saldi; ligur: Sordi) son un pueblo del sur de Europa, cuyo asentamiento es Cerdeña, isla del Mediterráneo occidental y región autónoma de la República Italiana.

## Etimología

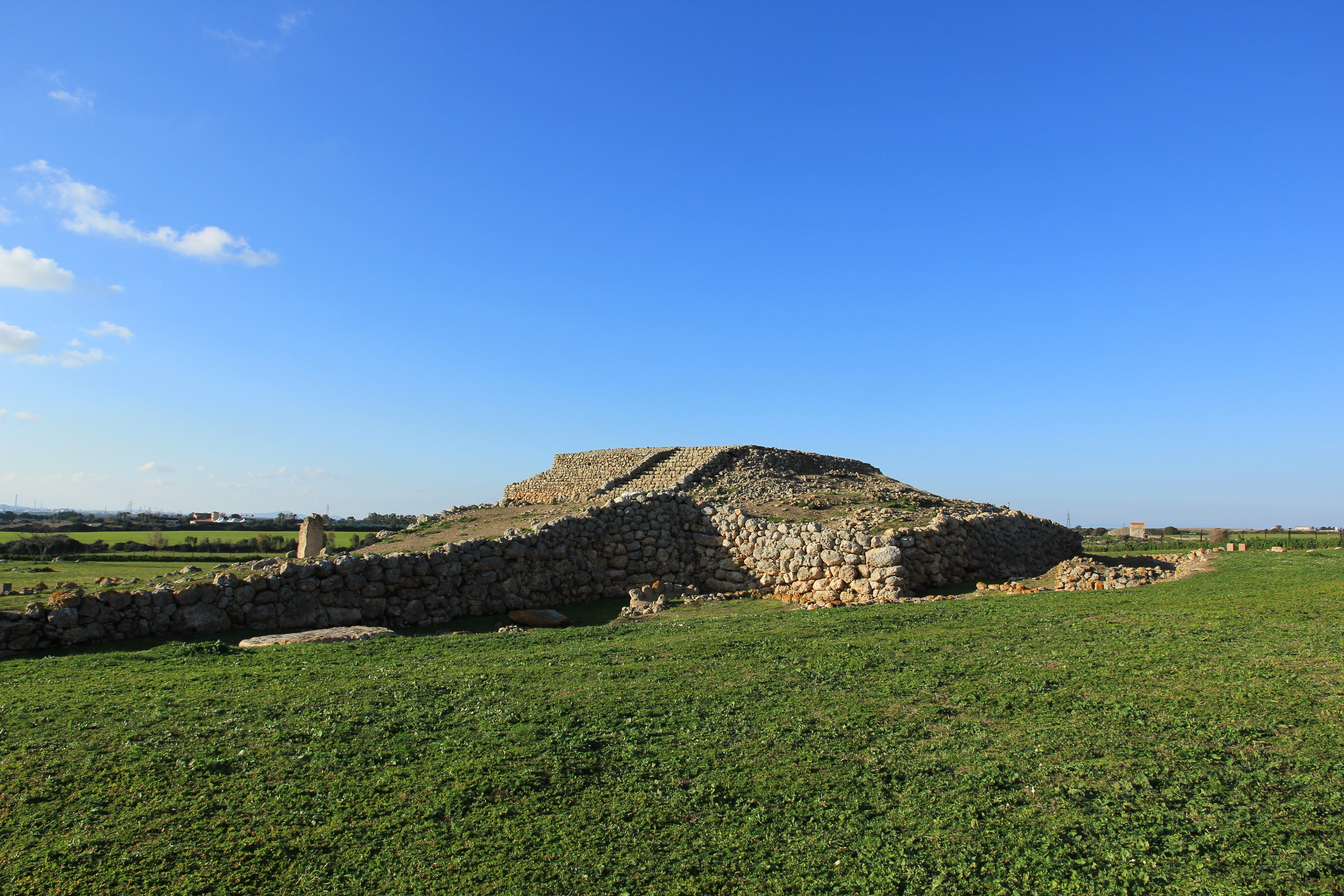
El único altar megalítico con forma de pirámide escalonada en Europa, el ziqqurat de Monte d'Accoddi, erigido por los Sardos pre-nurágicos.

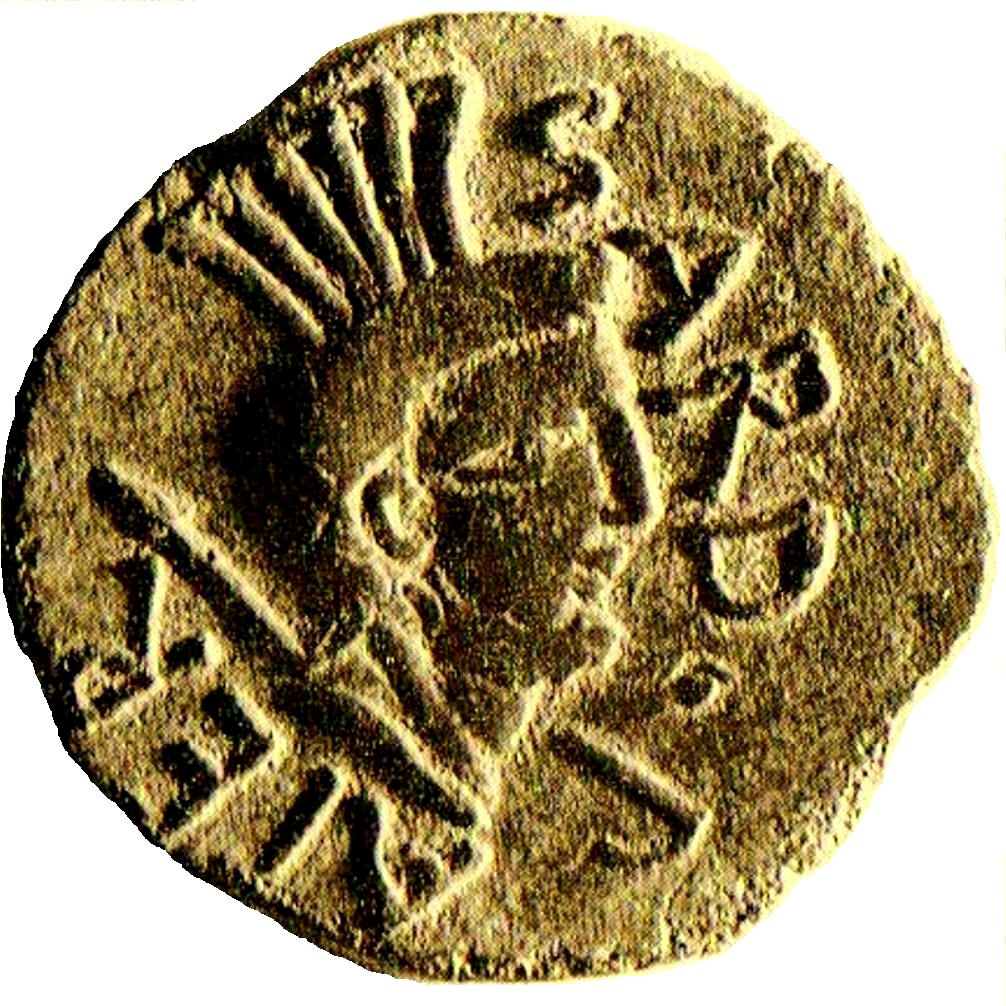
Representación del Sardus Pater Babai en una moneda romana (59 a. C.)

El origen étnico de los sardos no es claro; el etnónimo "S(a)rd" pertenece al substrato lingüístico pre-indoeuropeo. El nombre hace su primera aparición en la estela de Nora, donde la palabra Šrdn (Shardan) atestigua la existencia del nombre cuando llegaron por primera vez los comerciantes fenicios. De acuerdo con el Timeo, uno de los diálogos de Platón, Cerdeña y su gente, los "Sardonioi" o "Sardianoi" (Σαρδονιοί o Σαρδιανοί), podrían haber sido nombrados en honor de Sardò (Σαρδώ), una legendaria mujer nacida en Sardis (Σάρδεις), capital del antiguo reino de Lidia en Anatolia. Pausanias y Salustio dicen que fue un héroe líbico e hijo de Hércules o Makeris (apodo relacionado con el cabilio Maqqur "Él es grande" o asociado con la figura de Melqart), reverenciado como Sardus Pater Babai ("Padre Sardo" o "Padre de los Sardos"), el que dio a la isla su nombre. También se ha especulado mucho sobre la conexión entre los antiguos sardos y los Shirdana (šrdn en egipcio), uno de los pueblos del mar. El etnónimo fue después romanizado como sardus (sarda en femenino).

## Orígenes

### Prehistoria
Cerdeña fue ocupada por primera vez en forma estable durante el Paleolítico Superior y el Mesolítico por diversas poblaciones que llegaron desde la península ibérica y la península italiana. Durante el Neolítico, poblaciones de Italia, España y la zona del mar Egeo se establecieron en Cerdeña. En la Edad del Cobre, otras gentes que llegaban desde el sur de Francia, el noreste de España y desde la Europa central se establecieron en la isla, introduciendo nuevas técnicas metalúrgicas y estilos cerámicos y, probablemente, un idioma indoeuropeo.

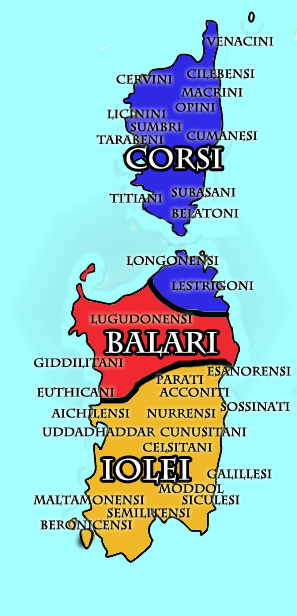
Composición de las tribus nurágicas según el geógrafo griego Ptolomeo

La civilización nurágica surgió en la Edad del Bronce Medio. En aquel tiempo, la isla se dividía en tres principales tribus: los Ilienses, los Balaros y los Corsos. Se ha teorizado que los sardos nurágicos fuesen los Shirdana, un pueblo del Mar, cuya presencia se ha registrado en varias ocasiones en los antiguos registros egipcios.
El idioma (o los idiomas) que se hablaba en Cerdeña durante la Edad de Bronce no se conoce, ya que no existen registros escritos de la época. Según Eduardo Blasco Ferrer, la lengua protosarda era similar al protoeuskera, mientras que otros creen que era similar a la de los Etruscos. Otros eruditos teorizan que en realidad había varias áreas lingüísticas (dos o más) en la Cerdeña nuràgica, posiblemente pre-indoeuropeas e indoeuropeas.

### Antigüedad clásica
En el siglo noveno antes de Cristo, los fenicios fundaron ciudades y puertos a lo largo de la costa suroriental, como Caralis, Bithia, Sulki y Tharros. partiendo de las mismas zonas, donde las relaciones entre los sardos autóctonos y los colonos fenicios habían sido hasta entonces pacíficas, los cartagineses procedieron a anexionar la parte meridional y occidental de Cerdeña a finales del siglo VI a. C. Hasta bien entrado el siglo I a. C., los sardos autóctonos habrían conservado muchas afinidades culturales con las antiguas poblaciones púnico-bereberes del continente africano.
Tras la primera guerra púnica, toda la isla fue conquistada por los romanos en el siglo III a. C. Cerdeña y Córcega se convirtieron entonces en una sola provincia; sin embargo, los romanos tardaron más de 150 años en conseguir someter a las tribus nurágicas más beligerantes del interior, y después de 184 años desde que los sardos cayeran bajo el dominio romano, Cicerón señaló que todavía no había en la isla ni una sola comunidad que hubiera tenido relaciones amistosas con el pueblo romano. Incluso desde los antiguos asentamientos sardo-cartagineses, con los que los montañeses sardos se habían aliado en una lucha común contra los romanos, surgieron intentos autóctonos orientados a resistir la asimilación cultural y política: en Bithia se encontraron inscripciones que databan de la época de Marco Aurelio y que seguían la antigua escritura púnica, en una época en la que incluso en el norte de África la escritura era neopúnica; los magistrados de estilo púnico, los sufetes, ejercieron el control local en Nora y Tharros hasta finales del siglo I a. C. En general, Cerdeña no era del agrado de los romanos y, mientras se mantuvo aislada, la romanización avanzó a un ritmo relativamente lento.
Durante la dominación romana, hubo un considerable flujo de inmigración desde la península italiana hacia la isla; las fuentes antiguas mencionan varias poblaciones de origen itálico que se establecieron en Cerdeña, como los Patulcenses Campani (de Campania), los Falisci (del sur de Etruria), los Buduntini (de Apulia) y los Siculenses (de Sicilia); también se establecieron colonias romanas en Porto Torres (Turris Libisonis) y Uselis. Los inmigrantes itálicos se enfrentaron a una difícil convivencia con los nativos, que se mostraban poco dispuestos a asimilar la lengua y las costumbres de los colonos; se ha documentado que muchos aspectos de la antigua cultura sardo-púnica persistieron hasta bien entrada la época imperial, y las tierras interiores, en su mayoría montañosas, llegaron a ganarse el nombre de Barbaria ("Tierra de los bárbaros", de origen similar a la palabra Berbería) como testimonio del espíritu altamente independiente de las tribus que la habitaban (de hecho, seguirían practicando su religión prehistórica indígena hasta la época del Papa Gregorio I).
Sin embargo, Cerdeña acabaría pasando por una profunda romanización cultural: la lengua sarda moderna es considerada una de las lenguas romances más conservadoras.
El geógrafo magrebí Al-Idrisi, describiendo la isla de Cerdeña, dijo que «los sardos son un grupo étnico Rûm 'Afàriqah (Romanos de África), viven como los bereberes, ignoran los otros latinos; esta gente es valiente y valerosa, que nunca deja sus armas».

### Edad Media
Después de la caída del Imperio Romano de Occidente, Cerdeña fue conquistada en rápida sucesión por los vándalos, los bizantinos, los ostrogodos y nuevamente por los bizantinos, cuando la isla se unió, una vez más en su historia, al norte de África como parte del Exarcado de África. La conquista árabe del norte de África hizo que un número considerable de bereberes, que se habían visto desplazados por la guerra, emigraran a Cerdeña como refugiados, donde fueron acogidos y rápidamente asimilados al elemento étnico sardo. Al mismo tiempo, se establecieron colonias sardas en el Magreb, por lo que en su día sólo se refería a Argelia occidental y Marruecos, y en Ifriqiya (que se corresponde a grandes rasgos con la actual Túnez), como el asentamiento de Sardāniya ("Cerdeña") en las cercanías de Cairuán que, según el estudioso Giuseppe Contu, cambiaría más tarde su nombre por el de Sbikha.
Durante la Edad Media, la isla se dividió en cuatro reinos independientes, llamados Juzgados (sardo: Judicados; italiano: Giudicati); todos ellos, con la excepción de lo de Arborea, cayeron bajo la influencia de las dos repúblicas marítimas italianas, Pisa y Génova, en particular bajo algunas familias nobles de las dos ciudades, como los Doria y los Della Gherardesca. Los Doria fundaron las ciudades de Alguer y Castelgenovese (hoy Castelsardo), mientras que los pisanos fundaron Castel di Castro (hoy Cagliari); el famoso conde Ugolino della Gherardesca, citado por Dante Alighieri en su Divina Comedia, favoreció la fundación de la ciudad minera de Villa di Chiesa (hoy Iglesias), que se convirtió en una comuna medieval de tipo italiano junto a Sácer y Castel di Castro.
Después de la conquista aragonesa de los territorios de Cerdeña pertenecientes a Pisa, que tuvo lugar entre 1323 y 1326, y la larga guerra entre los aragoneses y los sardos de Arborea (1353 - 1420), el Reino de Cerdeña recientemente fundado por los aragoneses se convirtió en un estado de la Corona de Aragón. Los aragoneses repoblaron las ciudades de Castel di Castro y Alguer con colonos ibéricos, principalmente catalanes. Un dialecto local del catalán está hablado por una minoría de personas en la ciudad de Alguer.

### Edad Moderna y Contemporánea

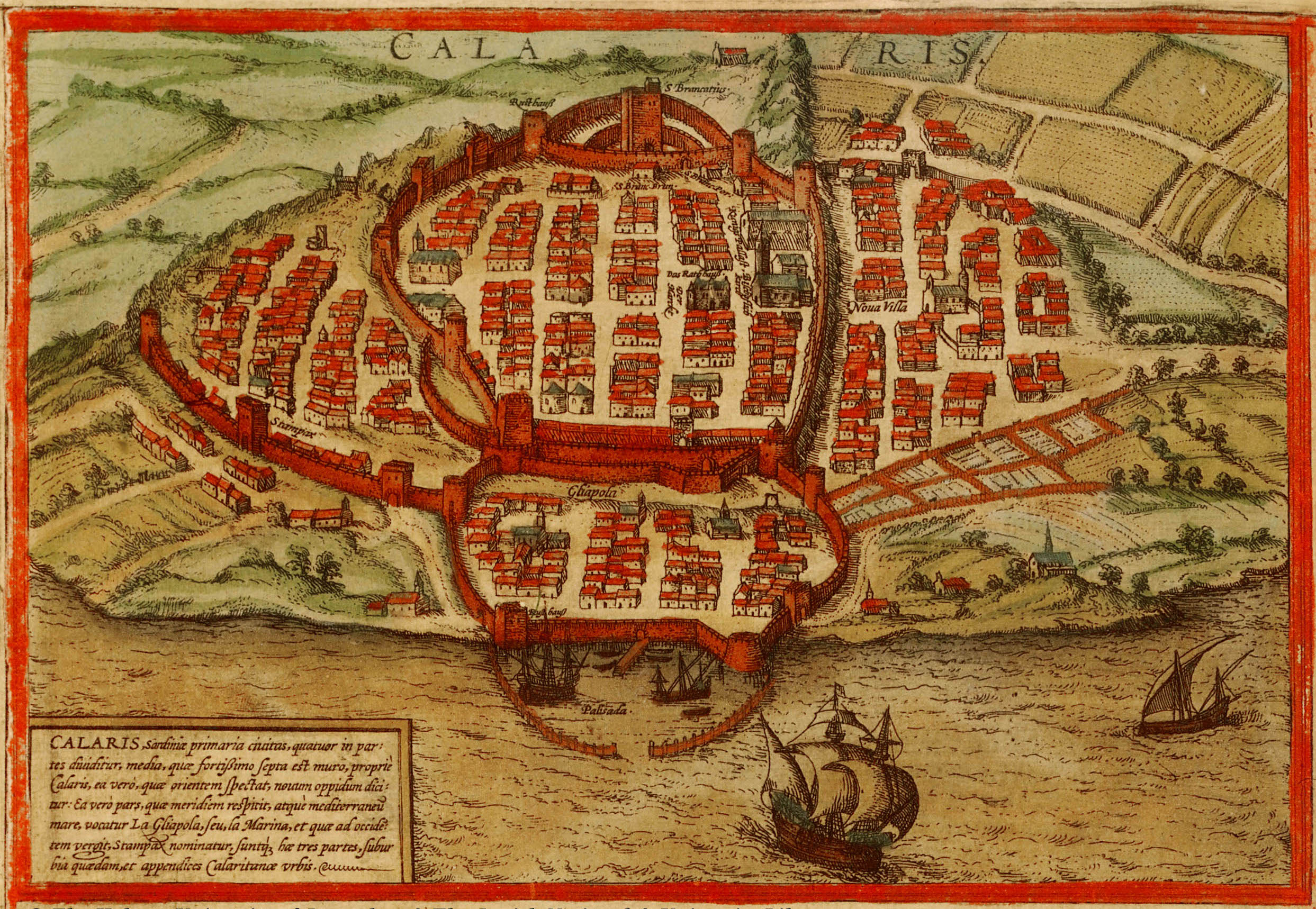
Panorama de Cagliari desde el libro "Civitates orbis terrarum" (1572)

En los siglos XVI y XVII, las principales ciudades sardas de Cagliari (la capital del Reino), Alguer y Sácer aparecen bien situadas en los tráficos comerciales de la época. La composición cosmopolita de su gente ofrece evidencia de eso: la población no estaba solo constituida de sardos indígenas, sino también por otras poblaciones provenientes de España, Liguria, Francia y, en particular, Córcega. Especialmente en Sácer y en toda la franja de territorio que va desde Anglona a la Gallura, los corsos (ahora fuertemente toscanizados) llegaron a ser la mayor parte de la población, al menos desde el siglo XV. Esta migración desde la isla vecina, que es probable que haya dado lugar al nacimiento de los idiomas toscanizantes sassarés y gallurés, se prolongó hasta el siglo XIX.
La época española terminó en 1713, cuando toda la isla fue cedida a la Casa de Austria de los Habsburgo, y luego con otra cesión en 1718 a los duques de Saboya, que asumieron el título de "Reyes de Cerdeña". Durante este período, se aplicaron políticas de italianización para asimilar a los isleños a los estados continentales de Saboya (stati di terraferma). En 1738, algunos colonos de Liguria, escapados desde Tabarka, se refugiaron en las pequeñas y deshabitadas islas de San Pietro y Sant'Antioco (en Carloforte y Calasetta), en la zona suroriental de Cerdeña, introduciendo un dialecto galoitálico llamado "tabarchino", que allí es hablado ampliamente todavía. Entonces, los reyes piamonteses anexaron toda la península italiana y Sicilia en 1861 durante el así llamado Risorgimento, convirtiendo el Reino de Cerdeña en parte del de Italia.

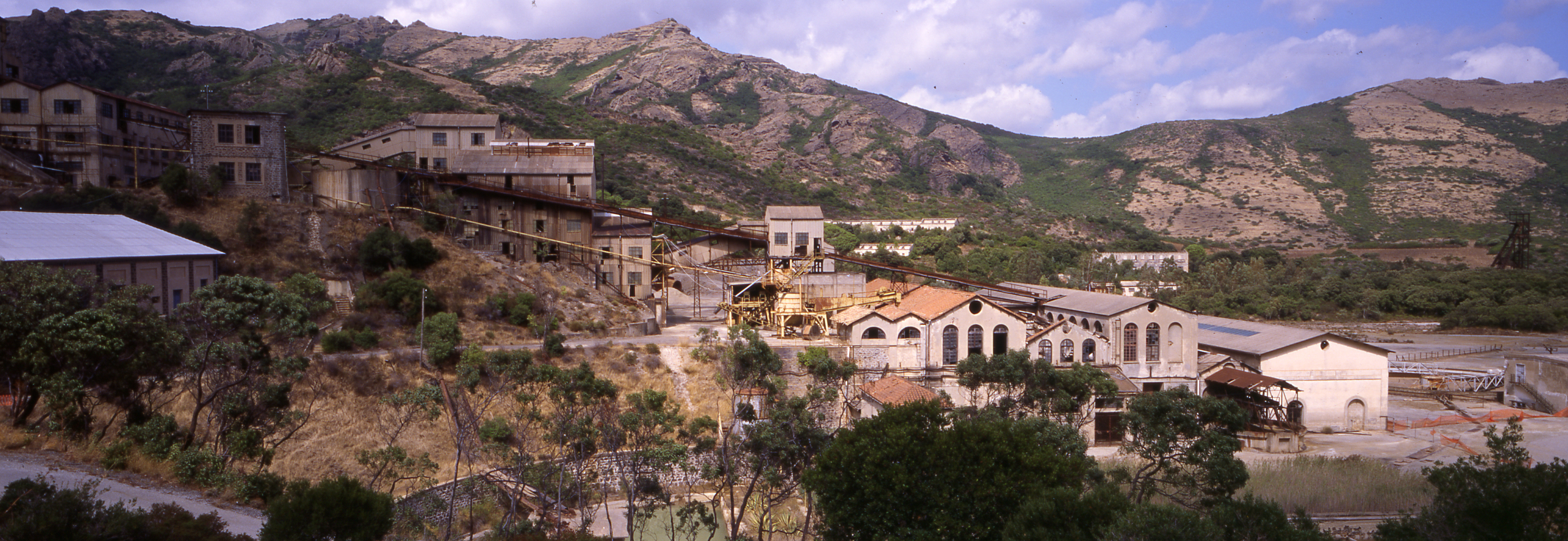
mina de Montevecchio

Desde 1850, con la reorganización de las minas de Cerdeña, grupos limitados de trabajadores especializados provenientes desde Estiria, Austria, seguidos por algunos mineros alemanes de Friburgo comenzaron a establecerse temporalmente en el Iglesiente, especialmente en las zonas mineras de Montevecchio, Guspini y Ingurtosu. Los alemanes influenciaron la arquitectura y también algunos topónimos. Sin embargo, el flujo migratorio desde la península italiana hacia la isla llegó a ser mucho más elevado y continuo; los mineros italianos provenían principalmente desde Lombardía, Piamonte, Toscana y Romaña. Según un censo de 1882 realizado por el ingeniero francés Leon Goüine, sólo en las minas de Cerdeña suroriental trabajaban 10.000 mineros, un tercio de los cuales provenían desde la Italia continental; la mayoría de aquellos se estableció en Iglesias y zonas cercanas.
A finales del siglo XIX, algunas comunidades de pescadores provenientes desde Sicilia, Torre del Greco (Campania) y Ponza (Lazio) emigraron en las costas del este de la isla, en particular en Arbatax / Tortolì, Siniscola y La Maddalena.
Las políticas fascistas animaron una compacta inmigración en Cerdeña de italianos continentales de cada región, que se produjo durante el siglo XX; un gran número de personas provenientes de Véneto, sino también de Marche, Abruzzo y Sicilia llegó a Cerdeña para poblar la isla, especialmente villas y ciudades recientemente fundadas como Carbonia y la así llamada Mussolinia di Sardegna (ahora Arborea) y Fertilia; además, después de la Segunda Guerra Mundial, los refugiados italianos de Istria fueron reubicados en la región de Nurra, a lo largo de la costa nororiental. En el mismo período, algunas familias italo-tunecinas se asentaron en la zona poco poblada de Castiadas (este de Cagliari).
Después del milagro económico italiano, se produjo un movimiento migratorio interno (que continúa todavía) del interior a las zonas costeras y urbanas de Cagliari, Sácer-Alguer-Porto Torres y Olbia, que hoy recogen la mayoría de la población de la isla.

## Demografía
Con una densidad de población de 69 h / km², un poco más de un tercio de la media italiana, Cerdeña es la cuarta región menos poblada de Italia. La distribución de la población es anómala en comparación con la de otras regiones italianas que se asoman al mar. En contra de la tendencia general, no había asentamientos urbanos ribereños, sino concentrados en el interior de la isla. Algunas razones históricas para esta anomalía son las repetidas incursiones sarracenas (que hacían la costa insegura), las actividades pastoriles, y el carácter malárico y pantanoso de las zonas costeras (recuperadas sólo en el siglo XX). La situación se ha invertido con la expansión del turismo litoral desde mediados del siglo XX; hoy los principales centros urbanos de Cerdeña se encuentran cerca de las costas, mientras que el interior de la isla está muy poco poblado.
Cerdeña es la región italiana con la tasa global de fertilidad más baja (1.087 nacimientos por mujer), y la región con la segunda tasa de natalidad más baja; Sin embargo, la población ha aumentado en los últimos tiempos a causa de la inmigración, principalmente proveniente de la península italiana, así también como de Europa del Este (esp. Rumania), África y China.
A partir de 2013, sin tener en cuenta las personas de origen continental, en Cerdeña había 42.159 residentes extranjeros, el 2,5% de la población total.

### Expectativa de vida y longevidad

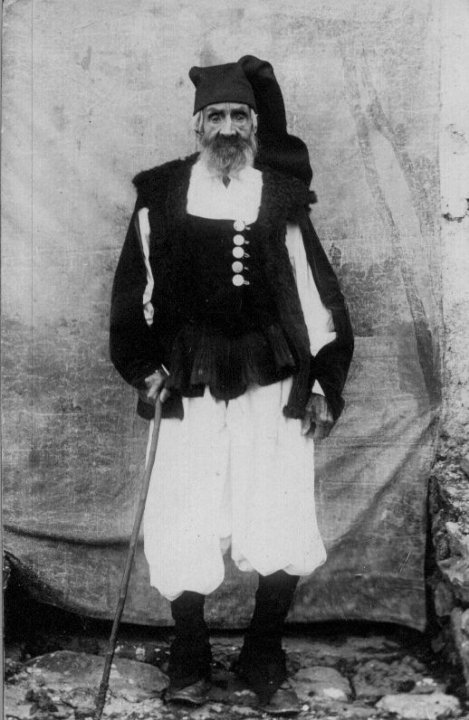
Anciano ultranonagenario de Ulassai (años 1950).

La esperanza media de vida es de 81,9 años (84,9 para las mujeres y de 78,9 para los hombres).
La Cerdeña es la primera zona azul descubierta, es decir una zona demográfica y / o geográfica del mundo donde la gente vive una vida sensiblemente más larga. Los sardos, junto a los okinawenses (Japón), son uno de los pueblos más longevos en el mundo (22 centenarios / 100.000 habitantes). Los factores clave de una alta concentración de centenarios se identifican en la genética de la población de la isla, pero sobre todo en la estructura social.

### Indicadores demográficos
- Tasa de natalidad (por cada 1000 habitantes - 2005): 8.3[87]
- Tasa de fertilidad (nacimientos por mujer): 1.07[93]
- Tasa de mortalidad (por cada 1000 habitantes - 2005): 8.7[87]
- Mortalidad infantil, varones (por 1000 nacimientos - 2000): 4.6[94]
- Mortalidad infantil, mujeres (por 1000 nacimientos - 2000): 3.0[94]
- Tasa de matrimonios (por cada 1000 habitantes - 2005): 4.0[87]
- Tasa de suicidios (por cada 100.000 habitantes - 2005) : 22.65[95]
- Tasa de alfabetización total: 98.2%[96][97]
- Tasa de alfabetización (< 65 años): 99.5%[96][97]

### División por sexo y edad
|

### Distribución geográfica
La mayoría de sardos es nativa de la isla, pero un número importante está fuera de Cerdeña.
Se ha estimado que entre 1955 y 1971, 308.000 sardos han emigrado a la península italiana. Comunidades sardas se encuentran en Piamonte, Liguria, Lombardía, Toscana y Lazio.
Los sardos y sus descendientes también son numerosos en Alemania, Francia, Bélgica, Suiza. En las Américas, los sardos emigraron casi todos en el sur del continente, especialmente en Argentina (entre 1900 y 1913, aproximadamente 12.000 sardos vivían en Buenos Aires y barrios) y Uruguay (en la década de 1870, 12.500 sardos vivían en Montevideo). Entre 1876 y 1903, el 92% de los sardos que se movía hacia las Américas se estableció en Brasil. Entre 1876 y 1925, 34.190 sardos emigraron a África, en particular hacia las colonias francesas de Argelia y Túnez. Algunas pequeñas comunidades con antepasados sardos, alrededor de 5000 personas, también se encuentran en Brasil (en su mayoría en las ciudades de Belo Horizonte, Río de Janeiro y São Paulo), Reino Unido y Australia.
La Región de Cerdeña mantiene un registro de los sardos en el extranjero que han fundado, en la península italiana y en todo el resto del mundo, una serie de asociaciones para la protección de la cultura sarda.
| Sardos en el extranjero (paisos europeos) - 2008 | Sardos en el extranjero (paisos europeos) - 2008 | Sardos en el extranjero (paisos europeos) - 2008 |
| ------------------------------------------------ | ------------------------------------------------ | ------------------------------------------------ |
| Alemania                                         | 27,184                                           |                                                  |
| Francia                                          | 23,110                                           |                                                  |
| Bélgica                                          | 12,126                                           |                                                  |
| Suiza                                            | 7,274                                            |                                                  |
| Países Bajos                                     | 6,040                                            |                                                  |
| Otros paisos                                     | 17,763                                           |                                                  |
| Total                                            | 93,497                                           |                                                  |

A diferencia del resto de la emigración italiana, donde los inmigrantes eran principalmente hombres, entre 1953 y 1974 un número igual de mujeres y hombres emigraron desde Cerdeña a la península italiana.

### Autoidentificación
En repetidas ocasiones se han llevado a cabo encuestas de población para obtener información sobre la identidad de los sardos, así como sobre su conciliación moderna con la de los estratos institucionales de la gobernanza política. La encuesta más detallada, realizada por la Universidad de Cagliari y de Edimburgo, se basó en una "Moreno Question" que dio los siguientes resultados: (1) sólo sardo, 26%; (2) más sardo que italiano, 37%; (3) igualmente sardo e italiano, 31%; (4) más italiano que sardo, 5%; (5) sólo italiano y no sardo, 1%. Una encuesta realizada en 2017 por el Instituto Ixè indica que el 51% de los sardos encuestados se identifican como sardos (frente a una media italiana del 15% que se identifica principalmente por su región de origen) en mayor proporción que como italianos (19%), europeos (11%), o ciudadanos del mundo (19%).

### Apellidos
Los apellidos más frecuentes en Cerdeña provienen del idioma sardo y son Sanna (colmillo), Piras (peras), Pinna (pluma) y Melis (mele). La mayoría de ellos derivan de nombres de lugares sardos (por ejemplo, Fonnesu "de Fonni", Busincu "de Bosa", etc.), de nombres de animales (por ejemplo, Porcu "cerdo", Piga "pica", Cadeddu "cachorro", etc. ), de la ocupación de una persona, apodo (por ejemplo, Pittau "Sebastian"), cualidades físicas (por ejemplo, Mannu "grande") y filiación (apellidos que terminan en -eddu que podrían significar "hijo de", por ejemplo, Corbeddu "hijo / hija de Corbu"); algunos apellidos sardos han sido italianizados durante los siglos más recientes (e.g. Pintori, Scano, Zanfarino, Spano, etc.). Algunos apellidos locales también provienen del sustrato paleosardo. El mayor porcentaje de apellidos que tiene raíces fuera de la isla es de origen corso, seguido de apellidos italianos (especialmente piamonteses, pero también campanos, sicilianos y ligures, originados en el período en que llegaron los Saboya y la política de asimilación: algunos han sido "sardizados" como Accardu, Calzinu, Gambinu, Raggiu, etc.) y españoles (especialmente catalanes).
Hoy en día, los nombres de pila más difundidos en la isla son los italianos. Sin embargo, una serie de nombres personales específicos de Cerdeña están atestiguados históricamente y prevalecieron entre los isleños hasta la era contemporánea.

## Cultura

### Lenguas
El italiano, introducido en la isla por dos leyes en 1760 y 1764, está sustituyendo a los idiomas indígenas por efecto de un proceso plurisecular de sustitución lingüística y asimilación, que facilitaron la italianización cultural.
El sardo (sardu), no obstante, es la segunda lengua más hablada y también ha sido la lengua propia de los sardos, desde que el latín reemplazó el sardo antiguo o paleosardo. La pérdida histórica de la autonomía política de los sardos ha mantenido la lengua en una etapa de fragmentación dialectal, reflejando la coexistencia de otros idiomas (a saber, el catalán, el español, y el italiano) que se impusieron en una posición de prestigio. Debido a un movimiento popular que despegó en la posguerra, descrito por algunos autores como un "renacimiento lingüístico y cultural", el patrimonio cultural de los sardos fue reconocido en 1999, y por lo tanto, constituyen el mayor grupo minoritario etnolingüístico en Italia. Sin embargo, a causa de un modelo bastante rígido de educación estandarizada que ha desalentado fuertemente a los jóvenes de aprender y hablar ese idioma, la comunidad sardohablante se ha convertido gradualmente en una minoría lingüística en su propia isla. Por lo tanto, las dos principales variedades de la lengua sarda (logudorés y campidanés) han sido clasificadas como definitivamente en peligro de extinción por la UNESCO.
Los otros idiomas hablados en Cerdeña, con muchos menos hablantes que el sardo, se desarrollaron a través del contacto con algunas comunidades, originalmente no sardas, que tomaron posesión de ciertas regiones de la isla durante los últimos siglos; estos son el sassarés (sassaresu), gallurés (gadduresu), catalán alguerés (alguerés), y el ligur tabarchino (tabarchìn).

La bandera sarda, conocida como "Los Cuatro Moros".

### Bandera
La bandera de los Cuatro Moros es la bandera histórica y oficial de Cerdeña. La bandera está compuesta por la cruz de San Jorge y cuatro cabezas de moros que llevan un pañuelo de cabeza blanco en cada cuarto. Sus orígenes están básicamente envueltos en un misterio, pero se presume que se originó en Aragón para simbolizar la derrota de los invasores sarracenos en la batalla de Alcoraz.

### El día de Cerdeña
El Día de Cerdeña (Sa die de sa Sardigna en sardo) es un día festivo que se celebra cada 28 de abril para conmemorar la revuelta que tuvo lugar entre 1794 y 1796 contra los privilegios feudales, y la ejecución o expulsión de los funcionarios de Saboya (incluido el virrey piamontés, Balbiano) de Cerdeña, el 28 de abril de 1794. La rebelión fue impulsada por el rechazo del rey piamontés a otorgar a la isla la autonomía que los locales exigían a cambio de derrotar a los franceses. La fiesta ha sido reconocida formalmente por el Consejo Regional desde el 14 de septiembre de 1993. Algunos eventos públicos se celebran para conmemorar el episodio, y las escuelas están cerradas.

### Vestidos tradicionales
Coloridas y de formas variadas y originales, los vestidos tradicionales sardos son un antiguo símbolo de pertenencia a identidades colectivas específicas, así como una de las expresiones étnicas más genuinas del folklore mediterráneo. Aunque el modelo básico es homogéneo y común en toda la isla, cada pueblo o aldea tiene su propia forma de vestir que la diferencia de las demás. Las prendas tradicionales de los Sardos, así como las alhajas que acompañan a la ropa de las mujeres en particular, se han definido como un objeto de estudio en la etnografía desde finales del siglo XIX.

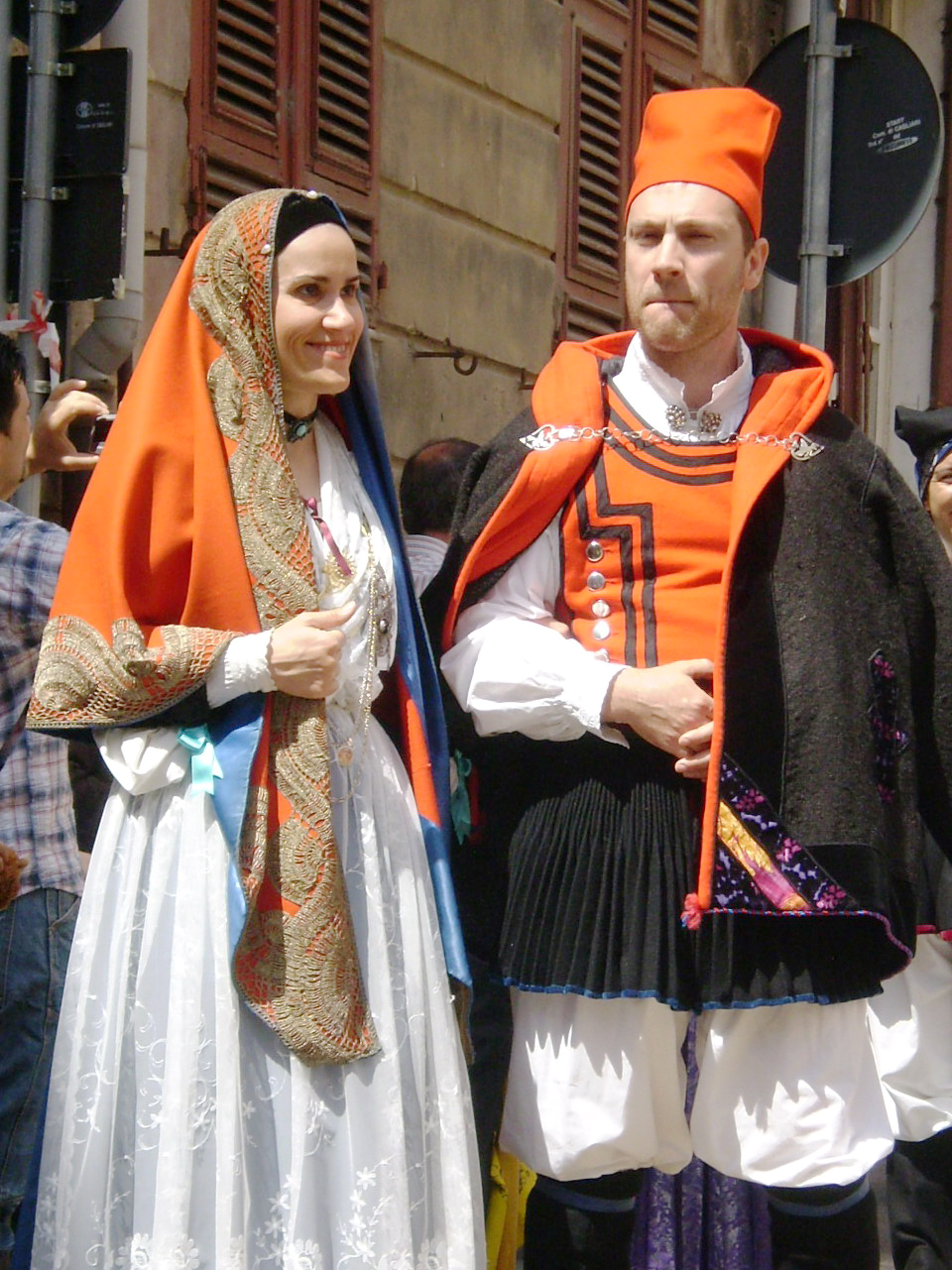
Vestido tradicional de Cagliari.
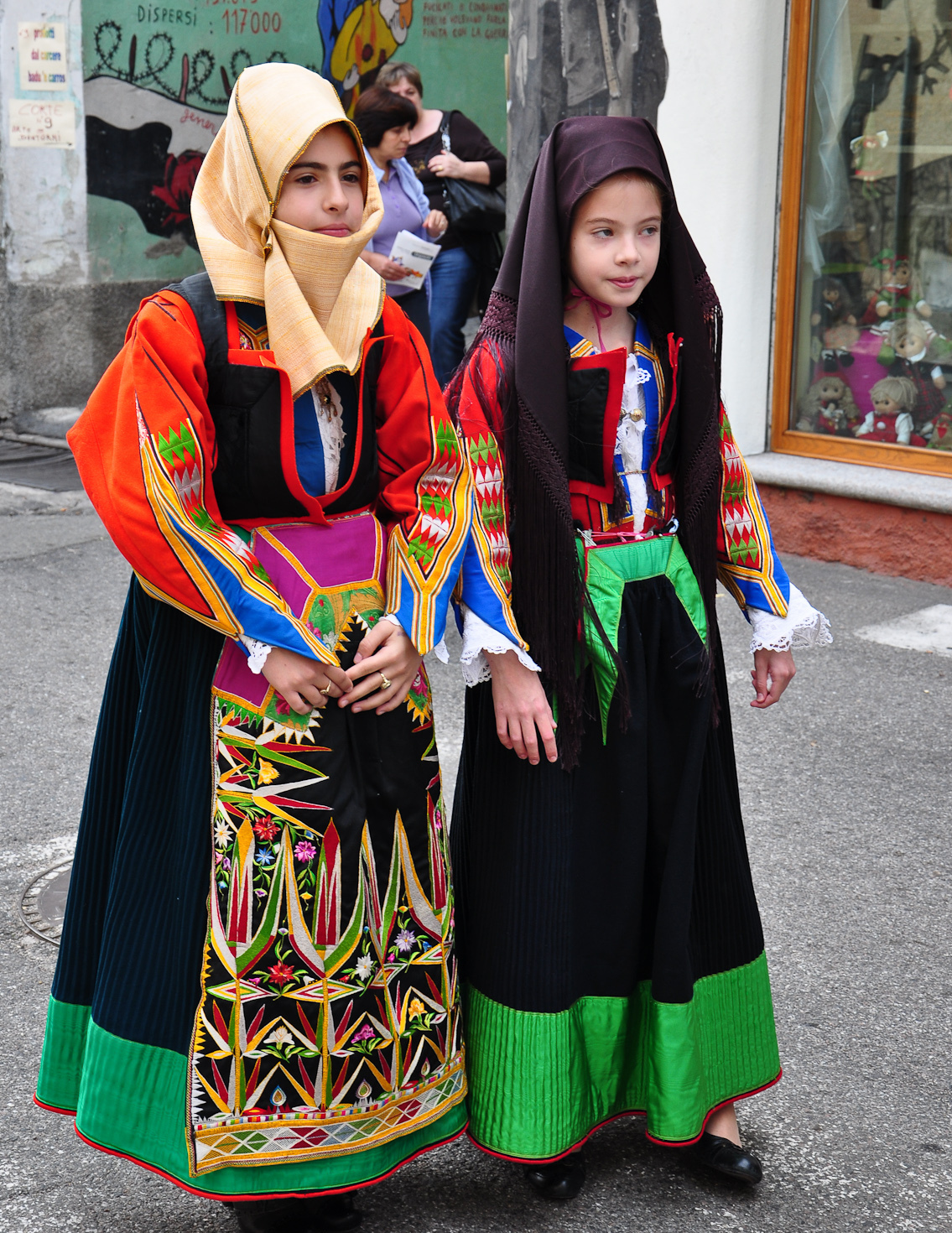
Vestido tradicional de Orgosolo.
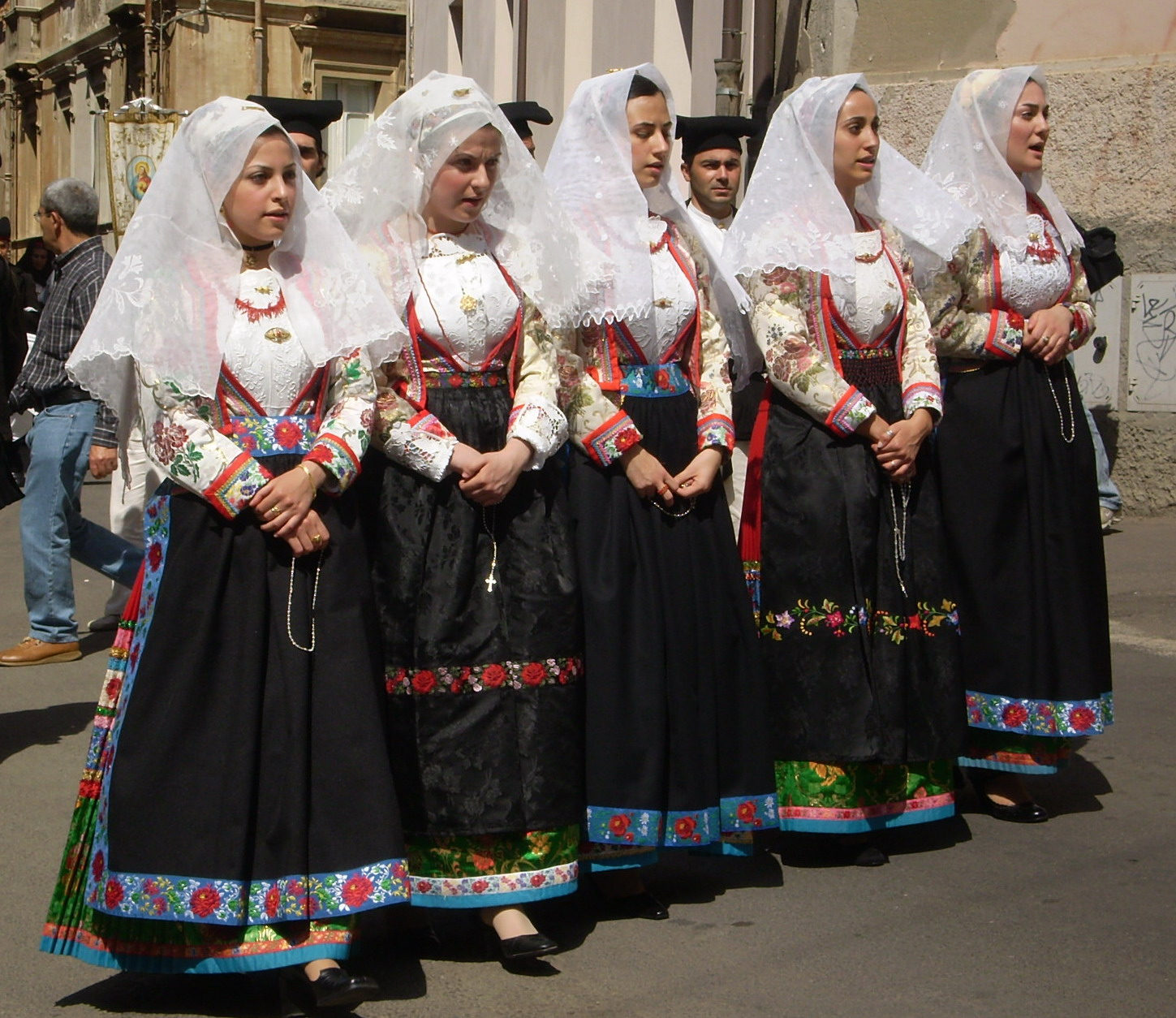
Vestido tradicional de Busachi.
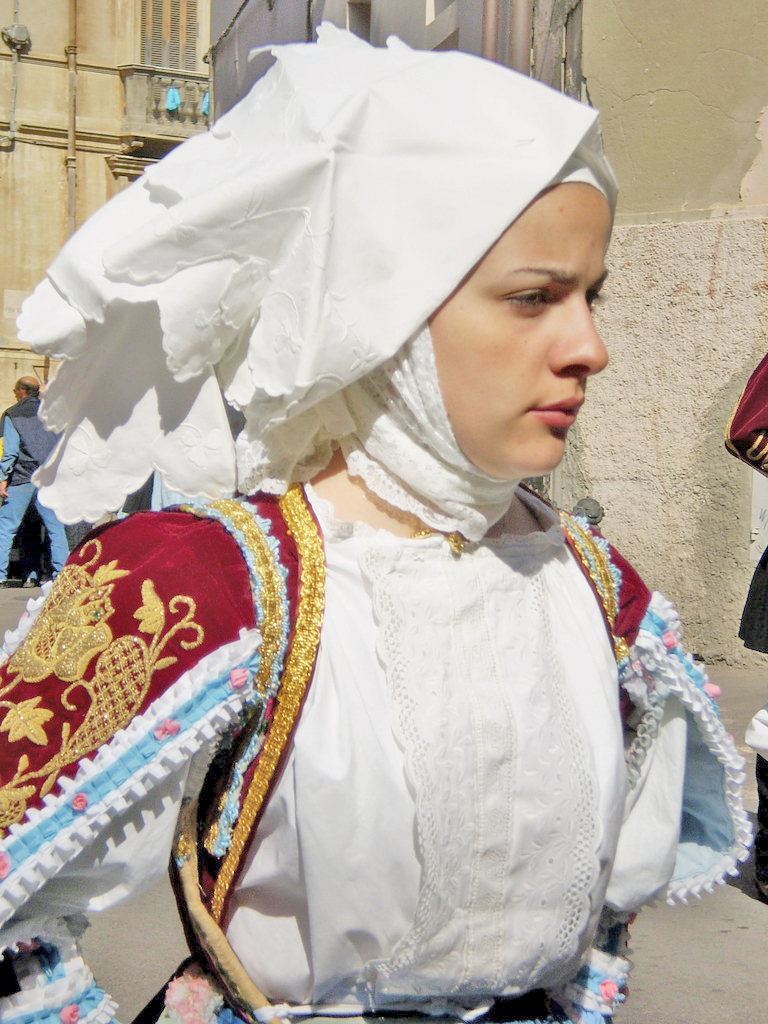
Vestido tradicional de Sennori.
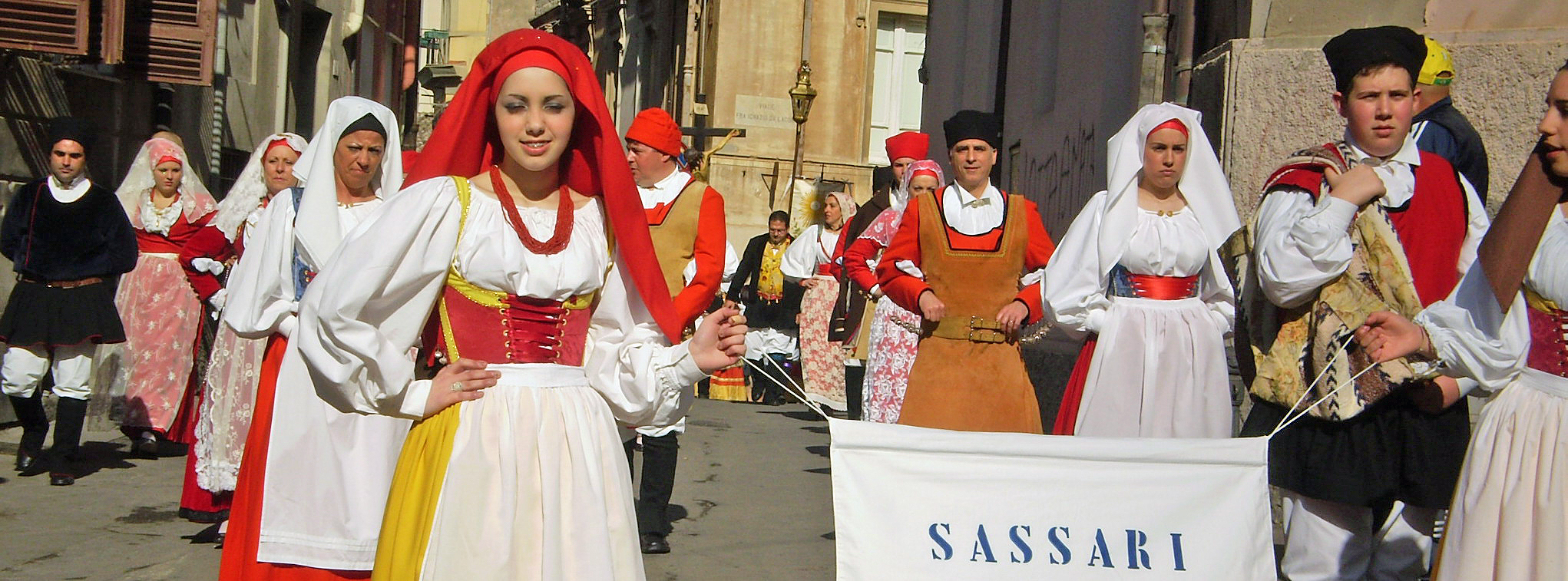
Vestidos tradicionales de Sácer.
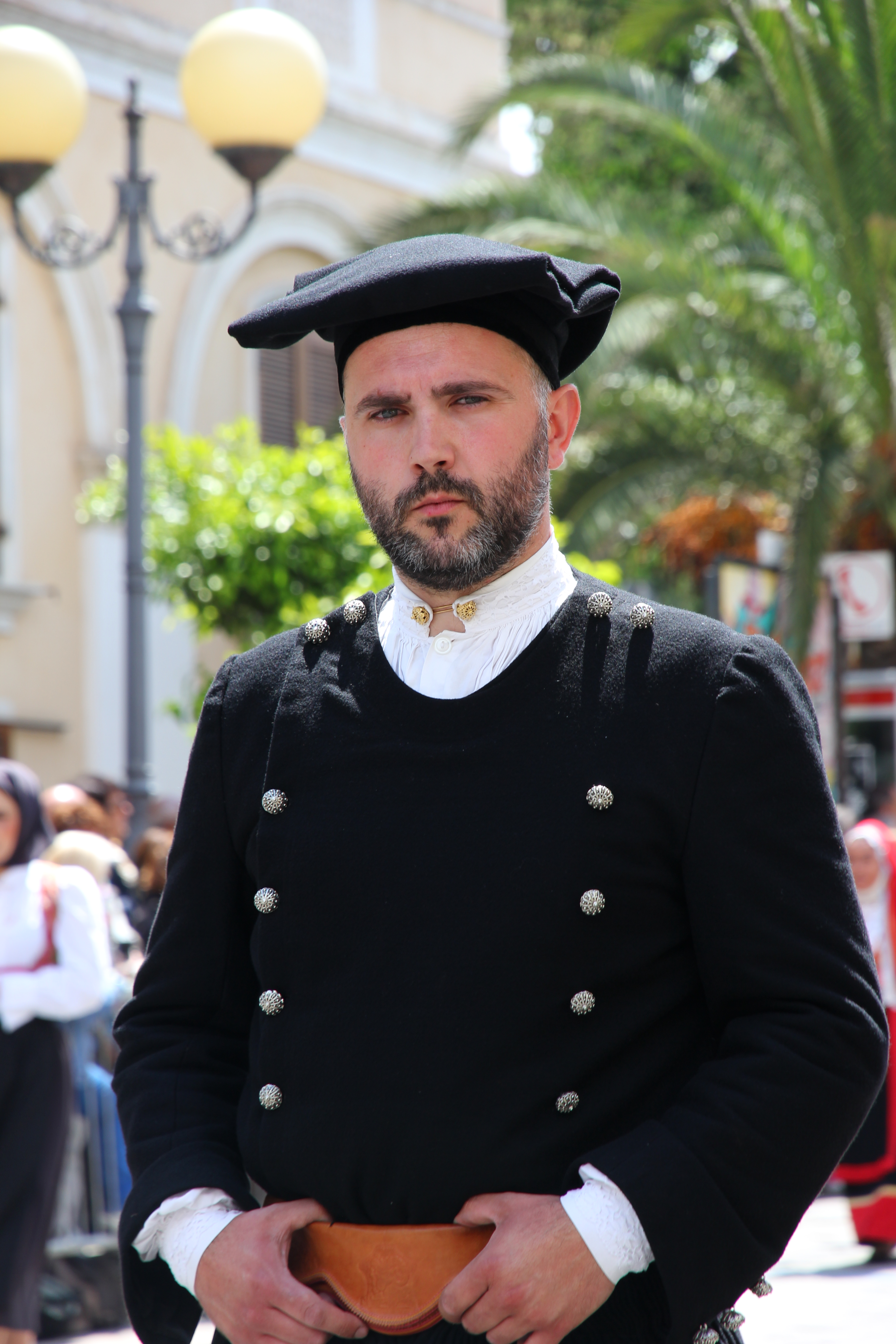
Vestido tradicional de Austis.
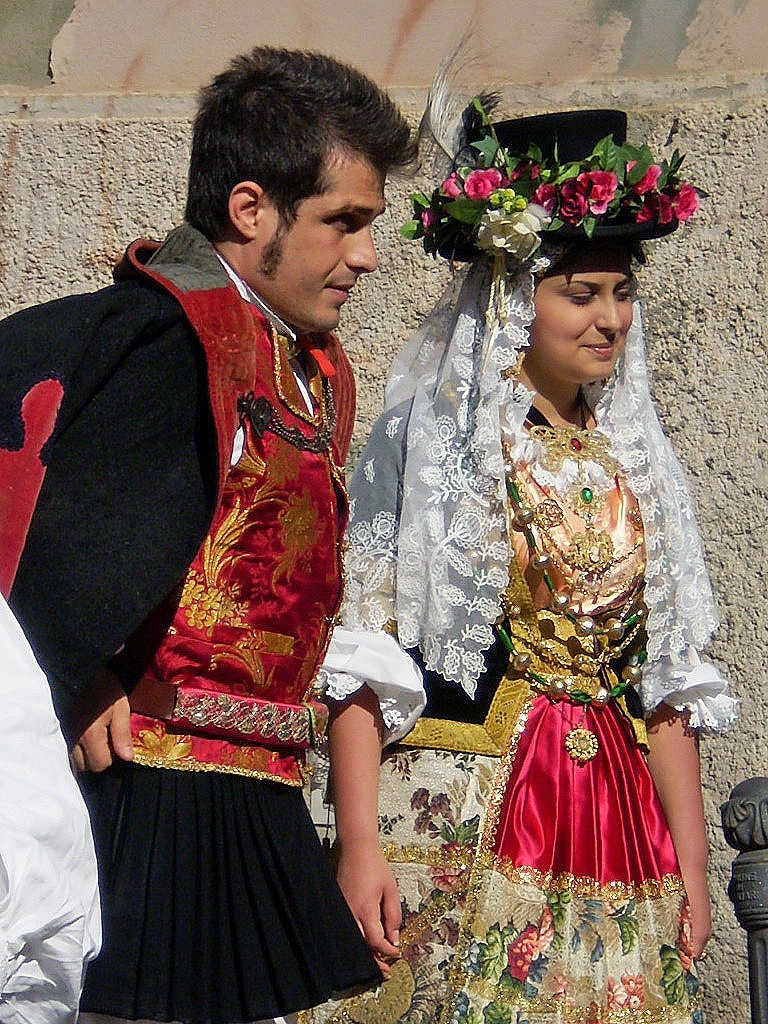
Vestidos tradicionales de Quartu Sant'Elena.
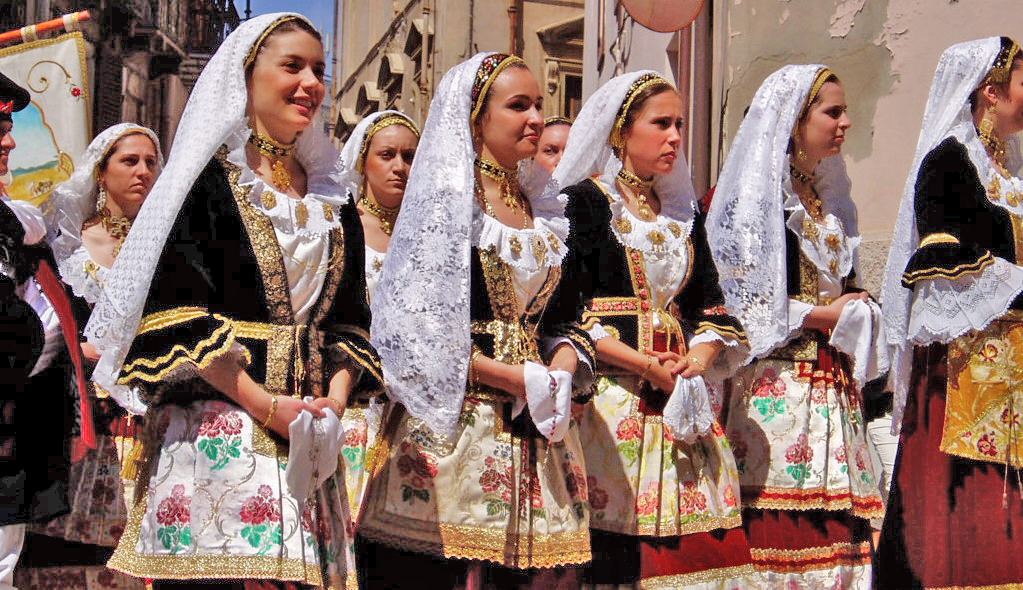
Vestido tradicional de Selargius.

### Religión
La mayoría de los sardos profesa el cristianismo católico. 
Nuestra Señora de Bonaria es la santa patrona de Cerdeña.

## Particularidades genéticas
Los sardos, aunque parte del acervo génico europeo, difieren de los otros europeos (junto con los vascos, los lapones y los islandeses) a causa de fenómenos particulares que se encuentran en poblaciones aisladas, como el efecto fundador y la deriva genética. Los datos parecen sugerir que la población actual deriva en gran parte de las poblaciones de la Edad de Piedra, con algunas otras contribuciones menores en el Calcolítico y la edad de bronce; en términos de flujo génico, la contribución de los colonizadores históricos parece ser muy baja. Se han realizado varios estudios sobre la genética de la población sarda, ya que estas peculiaridades también permiten el avance de la investigación científica sobre algunas patologías a las que los sardos parecen estar predispuestos, como la diabetes mellitus tipo 1, beta talasemia y favismo, esclerosis múltiple y celiaquía.
Comparaciones recientes entre el genoma de los sardos y lo de algunas personas desde el Neolítico y principios del Calcolítico, que vivieron en zonas alemanas, húngaras y de los Alpes (Ötzi), han mostrado similitudes considerables entre las dos poblaciones, mientras que hay diferencias consistentes entre las muestras prehistóricas y los actuales habitantes de aquellas áreas geográficas. De esto se puede deducir que, mientras que la Europa central y del norte ha sufrido profundos cambios demográficos debido a las migraciones post-neolíticas, presumiblemente desde la periferia oriental de Europa (estepa póntica) y, posiblemente, de Escandinavia, el sur de Europa y Cerdeña, en particular, se vieron afectados menos; los Sardos y los Vascos parecen ser las poblaciones que han conservado mejor el legado genético de la Europa Occidental en edad Neolítica.
Un estudio de 2016, publicado en la revista Genetics, trazó el origen de los sardos junto con una raza de perro de raza autóctona aislada genéticamente de la isla, el dogo de Cerdeña, señalando un linaje del Oriente Medio y Europa Central. Un estudio de 2018 realizado por Llorente et al. descubrió que los sardos de hoy en día son la población más cercana al genoma del reflujo euroasiático occidental hacia el Cuerno de África en tiempos antiguos. Un estudio realizado en 2019 estimó que el genoma sardo actual deriva en aproximadamente 61,4% de la Anatolia Neolítica, en 9,5% de los cazadores-recolectores occidentales, en 19,1% del Ganj Dareh Neolítico (Irán) y, por último, en 10,0% de las poblaciones de Yamnaya Samara.
Sin embargo, algunos estudios han encontrado micro-diferencias entre las varias aldeas de la isla; en este sentido, la región montañosa de Ogliastra es genéticamente más distante del resto de Europa y del Mediterráneo que, por ejemplo, otras subregiones de Cerdeña ubicadas en las llanuras y en las zonas costeras. De acuerdo con un estudio publicado en 2014, la diversidad genética entre algunas personas de Cerdeña es de entre 7 y 30 veces más alta que la que se puede encontrar entre otras etnias europeas que viven kilómetros de distancia unas de otras, como los españoles y rumanos. Un fenómeno similar ocurre también entre algunas poblaciones aisladas de Veneto y la zona alpina, como los ladinos, donde, como en Cerdeña, la compleja orografía del territorio ha hecho difícil las comunicaciones con los vecinos durante los milenios.
Si bien se ha detectado un alto grado de diferenciación genética interindividual en múltiples ocasiones, otros estudios también han afirmado que tal variabilidad no se produce entre las principales macrorregiones de la isla: se ha demostrado que una región como la Barbagia no es significativamente diferente a las de la costa, como el área de Cagliari y Oristano. Un otro estudio, basado en el modelo de regresión logística multinomial, ha demostrado nuevamente un alto grado de homogeneidad en la población sarda.
Un estudio reciente muestra la existencia de una clara diferenciación genética de la población de Cerdeña con otras poblaciones tanto europeas como del resto del mundo. En este estudio (publicado en la revista Nature Genetics), en el que se analizó el genoma completo de 2120 individuos mediante la técnica de shotgun shotgun sequencing, pudo observarse que existía un enriquecimiento de alelos "raros" o poco frecuentes en la población de Cerdeña respecto de los datos contenidos en la base de datos del Proyecto 1000 genomas demás pudieron comprobar que esas variantes "raras" alcanzaban elevada frecuencia entre la población sarda y que algunas son exclusivas de dicha población. Diferentes análisis informáticos mostraron como las variantes genéticas exclusivas de la población de Cerdeña que se localizaban en regiones codificantes del genoma eran significativamente más deletéreas que las de referencia del Proyecto 1000 genomas.